# کنگونال
کنگونال (به پرتغالی: Congonhal) یک منطقهٔ مسکونی در برزیل است که در میناز ژرایس واقع شده‌است. کنگونال ۱۲٬۰۸۲ نفر جمعیت دارد.